# Hatan
Hatan – u Apajaów bóg nieba i twórca jego praw, mąż Dinawagan i ojciec Hinalingan oraz Ewagana.